# Vjatjeslav Olijnyk
Vjatjeslav Mykolajovytj Olijnyk (ukrainska: В'ячеслав Миколайович Олійник), född 27 april 1966, är en ukrainsk brottare som tävlade i grekisk-romersk stil. 
Olijnyk tog OS-guld i lätt tungviktsbrottning i grekisk-romersk stil 1996 i Atlanta.